# Dactyloscopus lacteus
Dactyloscopus lacteus är en fiskart som först beskrevs av Myers och Wade, 1946.  Dactyloscopus lacteus ingår i släktet Dactyloscopus och familjen Dactyloscopidae. IUCN kategoriserar arten globalt som sårbar. Inga underarter finns listade i Catalogue of Life.